# Australia (cheval)
Pour les articles homonymes, voir Australia.
Australia, né le 8 avril 2011, est un cheval de course pur-sang irlandais. Propriété de l'écurie Coolmore, entraîné par Aidan O'Brien et monté par le fils de ce dernier, Joseph O'Brien, il réalise le doublé Derby/Irish Derby en 2014.  

## Carrière de course

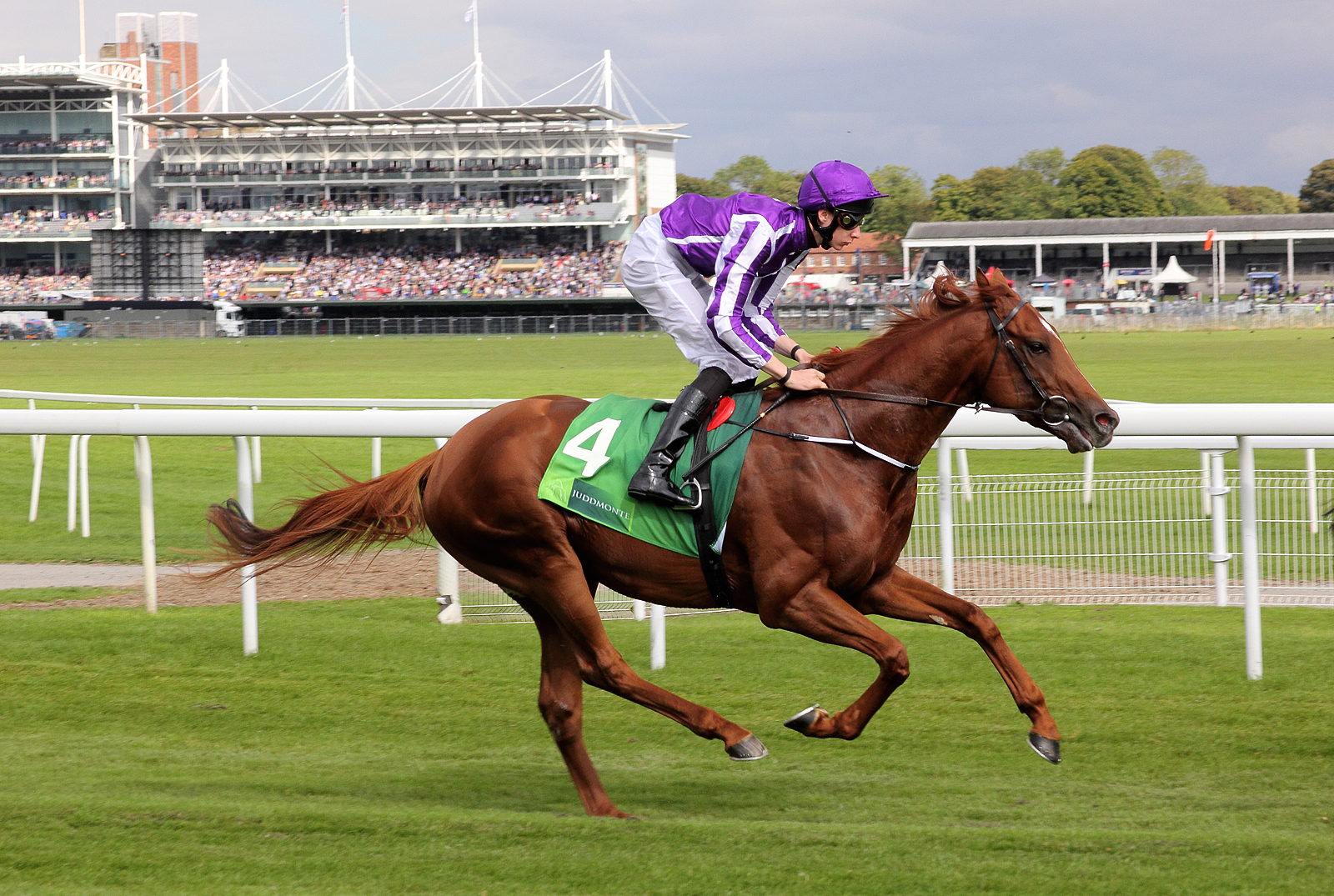
Australia au départ des International Stakes

Né dans la pourpre, par le meilleur étalon du monde, Galileo, et la championne Ouija Board, élevé Stanley House Stud en Angleterre, Australia passe sous le feu des enchères aux ventes de yearlings d'octobre à Newmarket, où les Irlandais de Coolmore déboursent 525 000 Guinées pour l'acquérir. Le poulain débute en juin 2013 par une deuxième place dans un maiden disputé au Curragh, avant de trouver son jour trois semaines plus tard sur le même hippodrome. En septembre, il s'aligne dans un groupe 3, les Breeders' Cup Juvenile Turf Trial Stakes, censés préparer, comme son nom l'indique, à la Breeders' Cup. Victoire impressionnante, six longueurs devant les autres. Mais il n'y aura ni Breeders' Cup, ni groupe 1 de fin de saison : Australia est mis au chaud pour l'hiver, avec les classiques du printemps suivant comme horizon.       

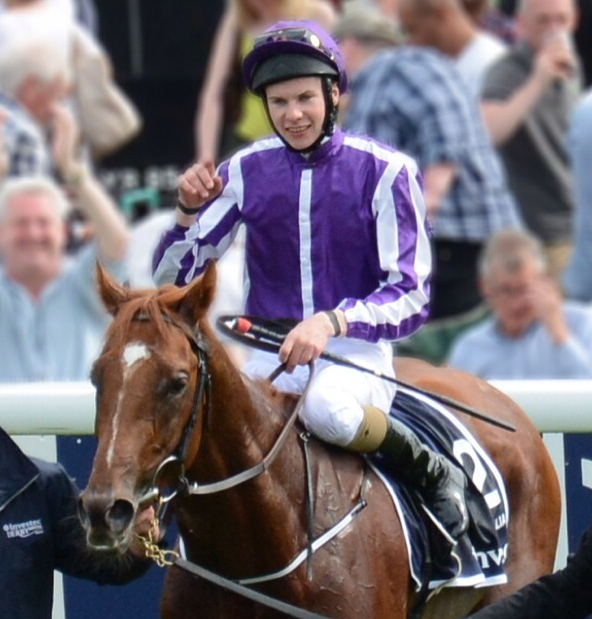
Australia après sa victoire dans le Derby

En 2014, Australia, comme beaucoup de poulains Coolmore, fait sa rentrée directement dans les 2000 Guinées sans passer par une course préparatoire – le niveau des galops du matin à Ballydoyle, le centre d'entraînement de Coolmore, valant bien des "trials". Choisi pour représenter la plus puissante écurie du monde et sa cohorte de classiques en puissance, sa candidature inspire la confiance et il s'élance dans la peau d'un deuxième favori derrière l'espoir de Juddmonte Farms, Kingman, qui vient de survoler les Greenham Stakes, l'une des préparatoires les plus relevées. Mais tous deux subissent la loi d'un outsider, Night of Thunder, lointain deuxième des Greenham Stakes.       
Mais la performance d'Australia est solide et, sans tenue étant garantie par son pedigree, il est plus que jamais favori du Derby. Et il justifie cette confiance dans le grand classique d'Epsom, s'imposant sans coup férir devant Kingston Hill, invaincu à 2 ans et qui s'était manqué dans les Guinées. Trois semaines plus tard, le désormais leader européen des 3 ans sur les 2 400 mètres tente de devenir, deux ans après son compagnon d'écurie Camelot, le dix-huitième auteur du doublé Derby / Irish Derby. Le lot est maigrelet, Australia ne rencontre pas d'opposition, mission accomplie dans ce qui ressemble davantage à un galop du matin qu'à une course de groupe 1 (son dauphin, Kingfisher, n'est autre que son leader, c'est-à-dire le cheval chargé de faire le train pour lui...).      
Quelques instants après sa victoire dans l'Irish Derby, Aidan O'Brien annonce la suite du programme : assez curieusement étant donné son aisance sur 2 400 mètres, Australia sera redirigé vers des parcours plus courts, visant les International Stakes à York en août et les Irish Champion Stakes en septembre à Leopardstown. Deux courses disputées sur 2 000 mètres, mais ce raccourcissement de distance ne devrait, selon le maître de Ballydoyle, ne poser aucun problème. Il n'est donc pas question de King George VI & Queen Elizabeth Stakes ou de Prix de l'Arc de Triomphe. Et de fait, au cœur de l'été anglais, face à plusieurs bons chevaux d'âge, il n'y a guère que son contemporain The Grey Gatsby, lauréat (anglais) du Derby français, pour tenter de le suivre dans les International Stakes. Cette brillante victoire lui vaut un excellent rating de 127.                  
The Grey Gatsby est encore là en septembre pour les Irish Champion Stakes, ainsi que d'autres vaincus de York, mais aussi le champion Al Kazeem, multiple vainqueur de groupe 1. Et à la surprise générale, le gris entraîné par Roger Varian prend sa revanche sur Australia, dont l'entraîneur père et le jockey fils regrettent le déroulement de la course et certains choix tactiques de leur part. Cela ne remet pas en cause son objectif de fin de saison, le Champions Day à Ascot, où Australia s'alignera soit dans les Champion Stakes, soit, choix plus audacieux encore, sur les 1 600 mètres des Queen Elizabeth II Stakes. Mais un sabot inflammé et un abcès en décident autrement. Le 11 octobre, Coolmore annonce que Australia se retire au haras. Les classements de fin d'année de la FIAH ne départageront pas qui de Australia, Kingman ou The Grey Gatsby fut le meilleur 3 ans de la planète en 2014 : tous les trois finissent avec un rating de 127 à la troisième place d'un classement dominé par deux chevaux d'âge japonais, Just A Way et Epiphaneia. Mais aux Cartier Racing Awards, c'est bien Kingman, auteur d'une fantastique saison sur le mile et jamais battu hormis dans les Guinées, qui est élu meilleur 3 ans européen.                  

### Résumé de carrière
| Date         | Hippodrome   | Pays        | Course                                   | Statut      | Distance    | Jockey      | Place       | Écart       | Vainqueur ou deuxième |
| 2013, 2 ans  | 2013, 2 ans  | 2013, 2 ans | 2013, 2 ans                              | 2013, 2 ans | 2013, 2 ans | 2013, 2 ans | 2013, 2 ans | 2013, 2 ans | 2013, 2 ans           |
| ------------ | ------------ | ----------- | ---------------------------------------- | ----------- | ----------- | ----------- | ----------- | ----------- | --------------------- |
| 30 juin      | Curragh      | Irlande     | Maiden                                   |             | 1 400 m     | J. O'Brien  | 2e / 9      | enc.        | Renaissance           |
| 20 juillet   | Curragh      | Irlande     | Maiden                                   |             | 1 400 m     | J. O'Brien  | 1er/ 5      | 3/4         | All Approved          |
| 7 septembre  | Leopardstown | Irlande     | Breeders' Cup Juvenile Turf Trial Stakes | Gr. 3       | 1 600 m     | J. O'Brien  | 1er/ 5      | 6           | Zip Top               |
| 2014, 3 ans  |              |             |                                          |             |             |             |             |             |                       |
| 3 mai        | Newmarket    | Royaume-Uni | 2000 Guineas                             | Gr. 1       | 1 600 m     | J. O'Brien  | 3e / 14     | 3/4         | Night of Thunder      |
| 7 juin       | Epsom        | Royaume-Uni | Derby                                    | Gr. 1       | 2 400 m     | J. O'Brien  | 1er / 16    | 1 ¼         | Kingston Hill         |
| 28 juin      | Curragh      | Irlande     | Irish Derby                              | Gr. 1       | 2 400 m     | J. O'Brien  | 1er/ 5      | 2 ½         | Kingfisher            |
| 20 août      | York         | Royaume-Uni | International Stakes                     | Gr. 1       | 2 080 m     | J. O'Brien  | 1er/ 6      | 2           | The Grey Gatsby       |
| 13 septembre | Leopardstown | Irlande     | Irish Champion Stakes                    | Gr. 1       | 2 000 m     | J. O'Brien  | 2e / 7      | 3/4         | The Grey Gatsby       |

## Au haras
Australia prend ses quartiers à Coolmore où il officie à 50 000 € la saillie pour sa première saison. Si son tarif a diminué par la suite (25 000 € en 2023, 10 000 € en 2025), il a bien répondu aux attentes, donnant plusieurs vainqueurs de groupe 1, parmi lesquels (avec le nom du père de mère entre parenthèses) :   
- Lambourn (Scat Daddy) : Derby, Irish Derby
- Broome (Acclamation) : Grand Prix de Saint-Cloud
- Order of Australia (Danehill) : Breeders' Cup Mile
- Galileo Chrome (Dansili) : St Leger
- Mare Australis (Rainbow Quest) : Prix Ganay
- Cercene (Acclamation) : Coronation Stakes

## Origines
Australia est l'un des meilleurs fils du roi des étalons Galileo, et de la championne Ouija Board, élue deux fois cheval de l'année en Europe.

### Pedigree
| Origines de Australia (GB), mâle alezan né en 2011 | Origines de Australia (GB), mâle alezan né en 2011 | Origines de Australia (GB), mâle alezan né en 2011 | Origines de Australia (GB), mâle alezan né en 2011 |
| -------------------------------------------------- | -------------------------------------------------- | -------------------------------------------------- | -------------------------------------------------- |
| Père Galileo 1998                                  | Sadler's Wells 1981                                | Northern Dancer                                    | Nearctic                                           |
| Père Galileo 1998                                  | Sadler's Wells 1981                                | Northern Dancer                                    | Natalma                                            |
| Père Galileo 1998                                  | Sadler's Wells 1981                                | Fairy Bridge                                       | Bold Reason                                        |
| Père Galileo 1998                                  | Sadler's Wells 1981                                | Fairy Bridge                                       | Special                                            |
| Père Galileo 1998                                  | Urban Sea ch. 1989                                 | Miswaki                                            | Mr. Prospector                                     |
| Père Galileo 1998                                  | Urban Sea ch. 1989                                 | Miswaki                                            | Hopespringseternal                                 |
| Père Galileo 1998                                  | Urban Sea ch. 1989                                 | Allegretta                                         | Lombard                                            |
| Père Galileo 1998                                  | Urban Sea ch. 1989                                 | Allegretta                                         | Anatevka                                           |
| Mère Ouija Board 2001                              | Cape Cross 1994                                    | Green Desert                                       | Danzig                                             |
| Mère Ouija Board 2001                              | Cape Cross 1994                                    | Green Desert                                       | Foreign Courier                                    |
| Mère Ouija Board 2001                              | Cape Cross 1994                                    | Park Appeal                                        | Ahonoora                                           |
| Mère Ouija Board 2001                              | Cape Cross 1994                                    | Park Appeal                                        | Balidares                                          |
| Mère Ouija Board 2001                              | Selection Board 1982                               | Welsh Pageant                                      | Tudor Melody                                       |
| Mère Ouija Board 2001                              | Selection Board 1982                               | Welsh Pageant                                      | Picture Light                                      |
| Mère Ouija Board 2001                              | Selection Board 1982                               | Ouija                                              | Silly Season                                       |
| Mère Ouija Board 2001                              | Selection Board 1982                               | Ouija                                              | Samanda (famille 12-b)                             |